# Eric Martel
Eric Martel (ur. 29 kwietnia 2002 w Straubingu) – niemiecki piłkarz występujący na pozycji pomocnika. Młodzieżowy reprezentant Niemiec.